# Metán-hidrát

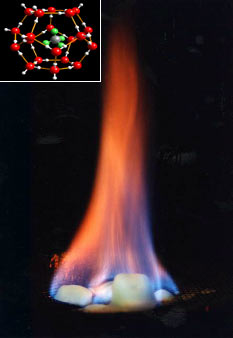
Égő metán-hidrát

A metán-hidrát szilárd anyag, de instabil elegy, amely alacsony hőmérsékleten képződik a tengerek mélyén, a tengervíz keltette nagy nyomás alatt. Kb. 1000-1500 méteres vízmélységben, 5 °C körüli hőmérsékleten a metán hidrát formájában kötődik meg. 
Több száz méter vastag metánhidrát mezőket eddig már több tenger mélyén is találtak. A metán-hidrát megtalálható a sarkköri jégben, a tundra fagyott talajában, ma ugyanúgy, mint sok millió évvel ezelőtt. A metán-hidrátból metán szabadulhat fel. A metán-hidrát létrejöttének alapvető feltétele a kellően vastag üledékréteg, amelyben a metán keletkezik. Ha ez az anyag kiszabadul a tengervíz nyomása alól, közvetlenül szublimál és szétoszlik a levegőben, üvegházhatást okozva gyorsítja a globális felmelegedés folyamatát. 
A Brit Nemzeti Környezetvédelmi Kutató Hivatal a Bermuda háromszöget vizsgálta, hogy a felszabadult metán-e a felelős ottani titokzatos eltűnésekért.
Ha a felszínre jut és meggyullad, piros színű lánggal ég.